# 渡辺昭太
渡辺 昭太（わたなべ しょうた）は、日本の言語学者。学術博士(東京大学)。法政大学国際文化学部准教授。東京家政大学グローバル教育センター非常勤講師。

## 略歴
法政大学国際文化学部卒業後、東京大学大学院総合文化研究科へ進学し言語情報科学を専攻。大学院在学中は上海師範大学の大学院へ留学。博士後期課程を単位取得満期退学後、文化外国語専門学校にて非常勤講師を務める。東京家政大学や法政大学経済学部、文化学園大学などで講師を担当した後、2019年より法政大学国際文化学部准教授となる。
同年より東京家政大学グローバル教育センター非常勤講師、2021年からは法政大学国際文化学部SA委員会担当教授会の主任を務める。

## 著作等

### 共著
- 『中国語学辞典』（岩波書店、2022年）

### 論文
- 『日本語と中国語の経験を表す表現の対照研究－“V过”と「XはVしたことがある」の意味機能の差異とその要因－』（日本中国語学会 427-431、2008年）
- 「日本語と中国語の経験を表す表現の対照研究」（日本中国語学会 256, 178-197、2009年）
- 『連体修飾・連用修飾の日中対照』（ひつじ書房 9-13、2010年）など

## 専門分野
- 言語学
- 中国語学

## 受賞歴
- 「優秀プレゼンテーション賞」（2004年）
- 「スマート学習部門賞」（2015年）